# Glynrhondda
Glynrhondda, auch Glyn Rhondda, war ein mittelalterliches Commote in Südwales. Trotz der normannischen Eroberung von Südostwales Ende des 11. Jahrhunderts war Glynrhondda im 12. und 13. Jahrhundert eine halbautonome walisische Herrschaft, die sich um das Rhondda Valley im Bergland von Glamorgan erstreckte. Im Westen grenzte sie an Afan, im Osten an Meisgyn.
Im frühen Mittelalter gehörte das Commote zum walisischen Cantref Penychen und zum südostwalisischen Königreich Morgannwg. Nach der normannischen Eroberung war es Teil der Herrschaft von Caradog ap Iestyn, der als Lord of Afan nur unter lockerer normannischer Oberherrschaft stand. Um 1147 teilten Caradogs Söhne die Herrschaft untereinander auf, Glynrhondda fiel an Cadwallon ap Caradog. Glynrhonda blieb dabei weiter unter der Oberherrschaft des normannischen Lords von Glamorgan, zusätzlich beanspruchte der Lord von Afan als Nachfahre des ältesten Sohns von Caradog ap Iestyn die Vorherrschaft über Meisgyn und Glynrhondda. Cadwallon ap Caradog wurde 1183 von seinem Bruder Owain getötet, ihm folgte sein Sohn Morgan ap Cadwallon. Als 1228 Morgan Gam, der Lord von Afan, vom Lord von Glamorgan gefangen genommen wurde, nutzte Hywel ap Maredudd, der Lord von Meisgyn, die Situation, besetzte Glynrhondda und vertrieb seinen Cousin Morgan ap Cadwallon. Hywel ap Maredudd konnte seine Herrschaft bis in die 1240er Jahre behaupten, ehe er 1246 nach einem Krieg gegen Richard de Clare, dem Lord von Glamorgan flüchten musste. Richard de Clare vergab vor 1249 einen Teil von Glynrhondda als Lehen an zwei Söhne von Morgan ap Cadwallon, sie konnten ihre Herrschaft mindestens bis 1262 halten, ehe Gilbert de Clare die walisischen Herrschaften in Glamorgan eroberte und ihre Autonomie endgültig beendete.